# قواعد الترشح
تنظم قواعد الترشح للانتخابات الشروط التي تسمح للمرشح أو الحزب السياسي بخوض الانتخابات. وتعتمد معايير الترشح على النظام القانوني الفردي. وقد تشمل سن المرشح، والجنسية، وتأييد الحزب السياسي، والمهنة. ويمكن استخدام القيود القانونية، مثل الكفاءة أو الجدارة الأخلاقية، بطريقة تتسم بالعنصرية. ويمكن أن تؤثر قواعد الترشح التقييدية والعنصرية على الحقوق المدنية للمرشحين، والأحزاب السياسية، والناخبين.
وفي بعض الولايات القضائية لا يتقدم المرشح أو الحزب للترشح فقط ولكن يجب عليه أيضًا تمرير قواعد منفصلة لكي يتم ذكرها في ورقة الاقتراع. في الولايات المتحدة، يسمى ذلك خوض الانتخابات.

## قواعد الترشح في أستراليا
أستراليا
- نيوساوث ويلز
- فكتوريا
- كوينزلاند
- جنوب أستراليا
- أستراليا الغربية
- تسمانيا
- الإقليم الشمالي
- إقليم العاصمة الأسترالية

## قواعد الترشح في كندا
يجب على المرشحين في انتخابات مجلس العموم الكندي الحصول على عدد من التوقيعات في دوائرهم الانتخابية يبلغ 50 أو 100 صوت وفقًا للدائرة الانتخابية. يجب عليهم أيضًا إيداع مبلغ وقدره 1000 دولار كندي، يمكن استعادته فقط إذا قدم الوكيل الرسمي للمرشح نموذج طلب خاص بالحملة الانتخابية للمرشح ووثائق ذات صلة إلى كبير موظفي الشؤون الانتخابية وتقديم عائدات الضرائب الرسمية غير المستخدمة إلى المسؤولين عن العائدات خلال الوقت المحدد.

## قواعد الترشح في السودان
( 1) يكون أهلا للترشيح لمنصب رئيس الجمهورية أو الوالي و فقًا لأحكام الدستور أي شخص:
( أ) يكون سودانيًا بالميلاد،
(ب) يكون سليم العقل،
(ج ) لا يقل عمره عن أربعين عامًا،
(د ) يكون ملمًا بالقراءة والكتابة،
(ه) لا يكون قد أدين في جريمة تتعلق بالأمانة أو الفساد الأخلاقي .
(2) يجوز للمفوضية أن تطلب أي إثباتات تراها مناسبة للمؤهلات المنصوص عليها في البند ( 1) من قانون الانتخابات.
(3) يكون لأي حزب سياسي أو ناخب مؤهل ترشيح من يراه مناسبًا لمنصب رئيس الجمهورية أو الوالي وفقًا لأحكام الدستور.
(4) لا يجوز الجمع في الترشيح بين منصب رئ يس الجمهورية، أو الوالي.
تأييد الترشيح
( 1) يجب تأييد الترشيح لمنصب رئيس الجمهورية وفقًا لأحكام المادة 41 (3) من خمسة عشر ألف ناخب مسجل ومؤهل من ثمانية عشر ولاية على الأقل، على ألا يقل عدد المؤيدين في كل ولاية عن مائتي ناخب.
(2) يجب تأييد المرشح لمنصب الوالي وفقًا لأحكام المادة 41 (3) من خمسة أ لاف ناخب مسجل من نصف عدد المحليات بالولاية المعنية بحيث لا يقل عدد ا لمؤيدين في كل محلية عن مائة ناخب.
(3) تقوم المفوضية بتعميم ونشر النماذج لجمع التوقيعات وفقًا لما تفصله القواعد.
تقديم طلب الترشيح لمنصب رئيس الجمهورية والوالي
( 1) يقدم طلب الترشيح لمنصب رئيس الجمهورية أو ر ئيس حكومة جنوب السودان أو الوال ي بوساطة أي حزب سياسي أو المرشح أو أي شخص آخر مفوضًا منه، إلى المفوضية في الوقت والتاريخ والمكان الذي تحدده.
(2) تحدد المفوضية اليوم أو الأيام المخصصة لتقديم طلبات الترشيح بحيث لا تزيد عن تسعين يومًا ولا تقل عن ستين يومًا قبل تاريخ الاقتراع، على أن تقوم المفوضية بنشر إعلان بذلك في الجريدة الرسمية و/أو بأي طريقة إعلامية أخرى وذلك في فترة خمسة عشر يومًا قبل بدء مدة الترشيح على الأقل.
(3) مع مراعاة أحكام الدستور تقدم طلبات التر شيح للمنصب في الأنموذج الذي تعده المفوضية متضمنًا المعلومات المطلوبة وفقًا لما تفصله القواعد ويتم إيداع مبلغ عشرة ألف جنيه سوداني عند الترشيح لمنصب رئيس الجمهورية وألفي جنيه سوداني عند الترشيح لمنصب الوالي، كتأمين لدى المفوضية على أن يعاد المبلغ للمرشح إذا حصل على أكثر من عشرة بالمائة من الأصوات في الانتخابات أو إذا سحب ترشيحه في أي وقت قبل خمسة وأربعين يومًا من تاريخ الاقتراع .
(4) يجب على كل مرشح وفق أحكام البند ( 1) أن يقدم شهادة يعلن فيها عن موجوداته والتزاماته للسنة السابقة لتاريخ ترشيحه بما في ذلك موجودات زو جه وأبنائه وفقًا للأنموذج الذي تحدده المفوضية
بطلان الترشح
يعتبر طلب الترشيح وفقًا لأحكام الماد ة 43 (1) باطلا إذا كان المرشح غير أهل للانتخاب لذلك المنصب أو لم يف بالمتطلبات المنصوص عليها في المادتين 41 و 103 أو أي متطلبات أخرى وفقًا لأحكام هذا القانون.
فحص طلبات الترشيح
(1) تقوم المفوضية بعد قفل باب الترشيح، بنشر كشف بأسماء الأشخاص الذين تقدموا بطلباتهم كمرشحين للانتخابات وفقًا لأحكام المادة 43 (1) وأسماء الذين رشحوه م واسم الحزب السياسي الذي ينتمون إليه وما إذا كانوا مرشحين مستقلين، ويجب أن يكون هذا الكشف معلنًا لجميع الأشخاص والأحزاب السياسية المذكورة في الكشف، لمراج عتها وإبداء أي ملاحظات أو اعتراضات عليها.
(2) تحدد القواعد مواعيد عمليات النشر والاعتراضات المشار إليه في البند (1) وكيفية الفصل في تلك الاعتراضات بالسرعة المطلوبة.
(3) تقوم المفوضية بنشر كشف طلبات الترشيح التي تم قبولها أو رفضها والأسباب التي تم بموجبها رفض طلبات الترشيح في اليوم التالي لتاريخ الانتهاء من الفصل في الاعتراضات وفقًا لما حددته المفوضية.
الطعن في طلب الترشيح
(1) يجوز للشخص الذي رفض طلب ترشيحه وفقًا لأحكام المادة 45 (3) أو من رشحوه الطعن ضد قرار المفوضية برفض طلبه للمحكمة، على أن يقدم ذلك الطعن خلال سبعة أيام من تاريخ نشر المفوضية لقرارها وفق أحكام المادة 45 (3) 
(2) يجب على المح كمة الفصل في الطعن وإعلان قراره ا خلال سبعة أيام من تاريخ استلامها للطع ن ويجوز لها إصدار أي أمرفي أية مسألة تكون أمامها في هذا الشأن .

## قواعد الترشح للبرلمان الأوروبي
قد يضع الدول الأعضاء في الاتحاد الأوروبي قواعد خاصة بهم لخوض انتخابات البرلمان الأوروبي. ففي الدانمارك، وألمانيا، واليونان، وإستونيا، وهولندا، والسويد، وجمهورية التشيك، يجب أن تقوم الأحزاب السياسية بترشيح المرشحين. وفي الدول الأعضاء الأخرى، يجب تقديم عدد محدد من التوقيعات. في هولندا والمملكة المتحدة، يجب إيداع مبلغ مقدم بجانب التوقيعات. وفي جمهورية أيرلندا، يمكن ترشيح المرشحين إما عن طريق حزب سياسي معتمد أو بواسطة 60 عضوًا من الناخبين ذوي الصلة.

## قواعد الترشح في فرنسا
يحتاج المرشحون لمنصب رئيس الجمهورية إلى جمع 500 توقيع من الأفراد المنتخبين (رؤساء البلديات والنواب وأعضاء المجالس الإقليمية).

## قواعد الترشح في السويد
يتقدم المرشحون لانتخابات البرلمان الأوروبي، أو البرلمان السويدي، أو مجالس المقاطعات، أو المجالس البلدية بناءً على ترشيحات أحزابهم. يمكن أن تمتلك الأحزاب قائمة واحدة أو عدة قوائم. وهناك نظام يسمى «بحق الترشح الحر» (fri nomineringsrätt) ويعني أنه إذا لم يقم الحزب بحماية شعاره الحزبي، يمكن لأي شخص الترشح عن هذا الحزب. وهذا يعني أنه قد يتم انتخاب الأشخاص بسبب حزب لا يحصلون على دعم أفراده. لتجنب ذلك، يجب أن يتقدم الحزب بطلب للحصول على شعار محمي. لا توجد لوائح تنظيمية للطريقة التي يجب بها تنظيم الحزب الذي لا يملك شعارًا محميًا. وهكذا، يعتبر تشكيل الحزب أو خوض الانتخابات أمرًا سهلاً نسبيًا، وقد كانت هناك حالات يقدم فيها الفرد الواحد عشرات بطاقات الاقتراع المختلفة بعدة أسماء أكثر أو أقل عبثًا وباسمه باعتباره المرشح الوحيد. تدفع الأحزاب ثمن بطاقات الاقتراع الخاصة بها إلا إذا حصلت على أكثر من 1 بالمائة من الأصوات في إحدى الدورتين الانتخابيتين الماضيتين للبرلمان السويدي، في هذه الحالة تقوم السلطة الانتخابية بالدفع. (علاوة على ذلك، يتم دفع ثمن بطاقات الاقتراع الخاصة بالأحزاب التي حصلت على أكثر من 1 بالمائة من الأصوات في إحدى الدورتين الانتخابيتين الماضيتين للبرلمان الأوروبي في الانتخابات الأوروبية أيضًا). ومع ذلك، تتأكد السلطة الانتخابية من وجود بطاقات اقتراع فارغة يمكن للناخبين كتابة اسم الحزب الذين يريدون التصويت له فيها.
للحصول على شعار محمي، يجب أن يكون للحزب قانون أساسي، ومجلس إدارة، ويجب أن يختار اسمه وأن يقدم طلبًا للحصول على وضع قانوني للشعار المحمي من السلطة الانتخابية المركزية السويدية. ويجب أيضًا تعيين شخص ليقوم بتقديم الطلب إلى السلطة الانتخابية نيابةً عن الحزب. يجب وضع هذه القرارات في بروتوكول. كما يجب أن تشترط الحصول على عدد من التوقيعات من الناخبين المؤهلين: 50 صوتًا للانتخابات البلدية، و150 صوتًا لانتخابات مجلس المقاطعة، و1500 صوت لانتخابات البرلمان السويدي أو البرلمان الأوروبي. وأخيرًا، يجب ألا يكون اسم الحزب شبيهًا باسم شعار الحزب المحمي بالفعل لتجنب الارتباك.
تتم حماية الحزب الذي يمتلك شعارًا محميًا من بطاقات الاقتراع التي تحتوي على شعارات حزبية مماثلة بشكل ملتبس لشعاره، أو بطاقات اقتراع مرشحين آخرين ممن لم يعلن عنهم الحزب. لا يسري ذلك على المناطق الأخرى باستثناء المنطقة التي يخوض عنها الحزب الانتخابات - وبالتالي يمكن أن يكون هناك أحزاب منفصلة تمامًا تستخدم الاسم ذاته في مختلف البلديات ومجالس المقاطعات). وفي المقابل، يجب على الحزب التأكد من موافقة مرشحيه خطيًا على خوض الانتخابات عنه.

## قواعد الترشح في المملكة المتحدة
فيما يلي القواعد الأساسية لترشيح مرشح فردي (سواء كان مستقلاً أو مرتبطًا بحزب سياسي). لاستخدام اسم الحزب (والشعار)، يجب أن يحصل المرشح على موافقة حزب سياسي معتمد، وإلا فسيخوض الانتخابات مستقلاً أو دون صفة.
يجب أن يحصل مرشح انتخابات برلمان المملكة المتحدة، أو البرلمان الإسكتلندي، أو جمعية ويلز، أو جمعية أيرلندا الشمالية على موافقة موقعة من عشرة ناخبين مسجلين، بالإضافة إلى إيداع مبلغ وقدره 500 جنيه إسترليني لا يتم استرداده إذا فاز المرشح بنسبة تقل عن 5% من الأصوات.
لا تحتاج قائمة المرشحين للانتخابات في دائرة البرلمان الأوروبي إلى موافقة من أي ناخب ولكن يجب إيداع مبلغ وقدره 5000 جنيه إسترليني، لا يتم استردادها إذا فازت هذه القائمة بنسبة تقل عن 2.5% من عدد الأصوات.
لا يحتاج المرشح لوزارة الحكومة المحلية إلى إيداع أي مبالغ (باستثناء الانتخابات البلدية، التي يتم فيها إيداع مبلغ وقدره 500 جنيه إسترليني)، ولكن يحتاج إلى موافقة إما اثنين من الناخبين المسجلين (للانتخابات الأبرشية أو البلدية) أو عشرة ناخبين مسجلين (لجميع الانتخابات المحلية الأخرى).

## قواعد الترشح في الولايات المتحدة الأمريكية
انظر: خوض الانتخابات.

## وصلات خارجية
- 1998 European Ballot Law